# Helen Belyea

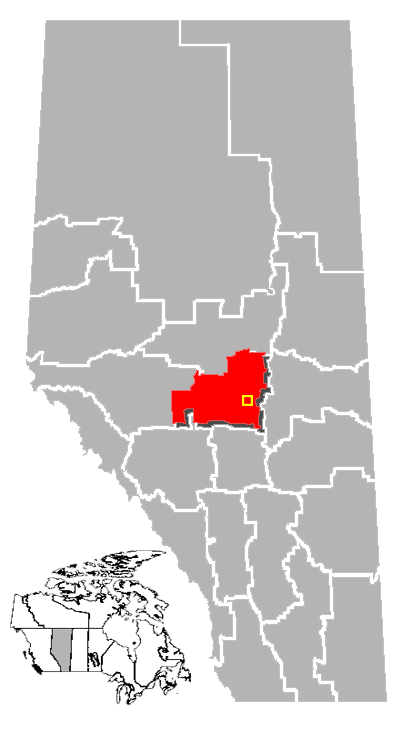
Emplacement de Leduc, en Alberta, ville dans laquelle Helen Belyea a été envoyée pour surveiller la découverte de pétrole. Elle était l'une des deux géologues envoyées.

Helen Reynolds Belyea est une géologue canadienne née le 11 février 1913 et morte le 20 mai 1986, surtout connue pour ses recherches dans l'Ouest canadien sur le dévonien, une période géologique de l'ère paléozoïque.

## Biographie
Helen Belyea est née à Saint John, au Nouveau-Brunswick, dans une famille d'origine huguenote française.

L'Université Northwestern, où Helen Belyea a obtenu son doctorat en 1939

Elle a obtenu sa licence et son master en géologie de l'Université Dalhousie en Nouvelle-Écosse puis un doctorat de l'Université Northwestern à Evanston dans l'Illinois. Sa thèse est intitulée « La géologie de la région de Musquach dans le Nouveau-Brunswick ». Avant de se consacrer à la géologie, Helen Belyea a travaillé comme enseignante au secondaire et a servi comme lieutenant dans la Marine royale canadienne pendant la Seconde Guerre mondiale.

## Recherche et carrière
En 1945, la Commission géologique du Canada embauche Helen Belyea pour qu'elle devienne technologue, mais seulement quelques années plus tard, en 1947, elle est promue en tant que géologue. Cette même année, au cours du mois de février, du pétrole a été découvert à Leduc, en Alberta. Trois ans plus tard, en 1950, elle est envoyée pour surveiller cette découverte.
Helen Belyea a rédigé plus de 30 articles scientifiques. Son premier article, sur les relations de faciès et les séquences récif-hors-récif dans le Dévonien supérieur, a été publié par la Commission géologique du Canada  en 1952. Elle est aussi et surtout connue pour sa contribution au volume «Geological History of Western Canada», connu sous le nom de «The Atlas». Dans ce dernier, elle a publié des cartes et du texte pour toute la région du Dévonien en se basant sur son travail de la fin des années 1950 sur un levé géologique qui a cartographié le sud des Territoires du Nord-Ouest. Elle a spécifiquement contribué sur la région à l'ouest de Hay River et au sud de Mackenzie, et sa connaissance de la géologie régionale a aidé à produire une synthèse sur les roches dévoniennes de cette région.
Helen Belyea est remarquée pour sa contribution à la géologie en Alberta, où elle a passé 35 ans à la Commission géologique du Canada. Ses nombreuses récompenses incluent la Barlow Memorial Medal pour son article, «Distribution and Lithology of Organic Carbonate Unit of Upper Fairholme Group, Alberta», décernée en 1958[réf. à confirmer]. Elle a été la première femme à être honorée de cette façon. Elle a été élue membre de la Société royale du Canada en 1962 et a également été nommée membre honoraire de la Canadian Society of Petroleum Geologists. Elle était l'une des deux géologues envoyés pour ouvrir un bureau à Calgary et la seule femme à y faire du travail sur le terrain. En 1976, elle a été nommée Officier de l'Ordre du Canada .

En 1976, Belyea a été nommée Officier de l'Ordre du Canada. Voici la barre de ruban pour cette distinction.

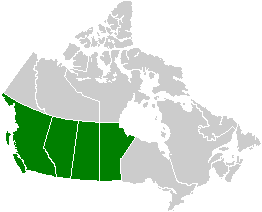
Carte de l'Ouest canadien où la plupart des recherches d'Helen Belyea ont eu lieu.